# Arthur Evans

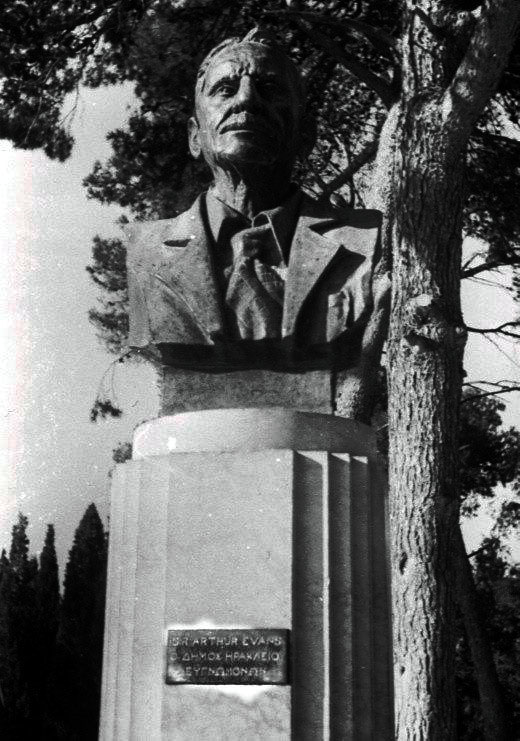
Sir Arthur Evans (1851-1941)

Sir Arthur John Evans  (pronunție a numelui de familie: [ˈɛvənz]; n. 8 iulie 1851, Nash Mills⁠(d), Dacorum, Anglia, Regatul Unit al Marii Britanii și Irlandei – d. 11 iulie 1941, Wootton⁠(d), Anglia, Regatul Unit) a fost un arheolog englez. El a întreprins o serie de expediții în Grecia și mai ales în Creta, contribuind esențial între 1900-1931 la descoperirea și restaurarea palatului minoic din Cnossos.